# Bhakti Kulkarni
Bhakti Kulkarni (Goa, India,  19 de mayo de 1992), es una ajedrecista india. Recibió los títulos de la FIDE de Gran Maestra Femenina (WGM) en 2012, y Maestra Internacional (IM) en 2019. Junto a Rameshbabu Praggnanandhaa, en 2022 recibió el Premio Arjuna otorgado a los deportistas destacados, de manos de la presidenta Draupadi Murmu.

## Trayectoria
En 2011, ganó el Campeonato Asiático de Ajedrez Juvenil. En 2013, fue la primera en el torneo internacional de ajedrez femenino en la República Checa: Open Vysočina. En 2016 ganó el Campeonato Asiático de Ajedrez Femenino.
Jugó para el equipo indio en el Campeonato Asiático de Ajedrez por Equipos Femenino, en el que participó dos veces (2009, 2016). En 2009 ganó la medalla de bronce en la competencia individual.
En 2019 alcanzó el primer puesto en el campeonato local, lo que la ubicó como Campeona Nacional Femenina de ese año. Ese mismo año obtuvo la calificación de Maestra Internacional (IM).
En 2024 obtuvo el primer puesto en el Brno Open 2024 - A IM Round Robin 13th International Chess Festival, disputado en Brno, República Checa.